# 268P/Bernardi
268P/Bernardi, komet Jupiterove obitelji